# Tygrys (Kubuś Puchatek)

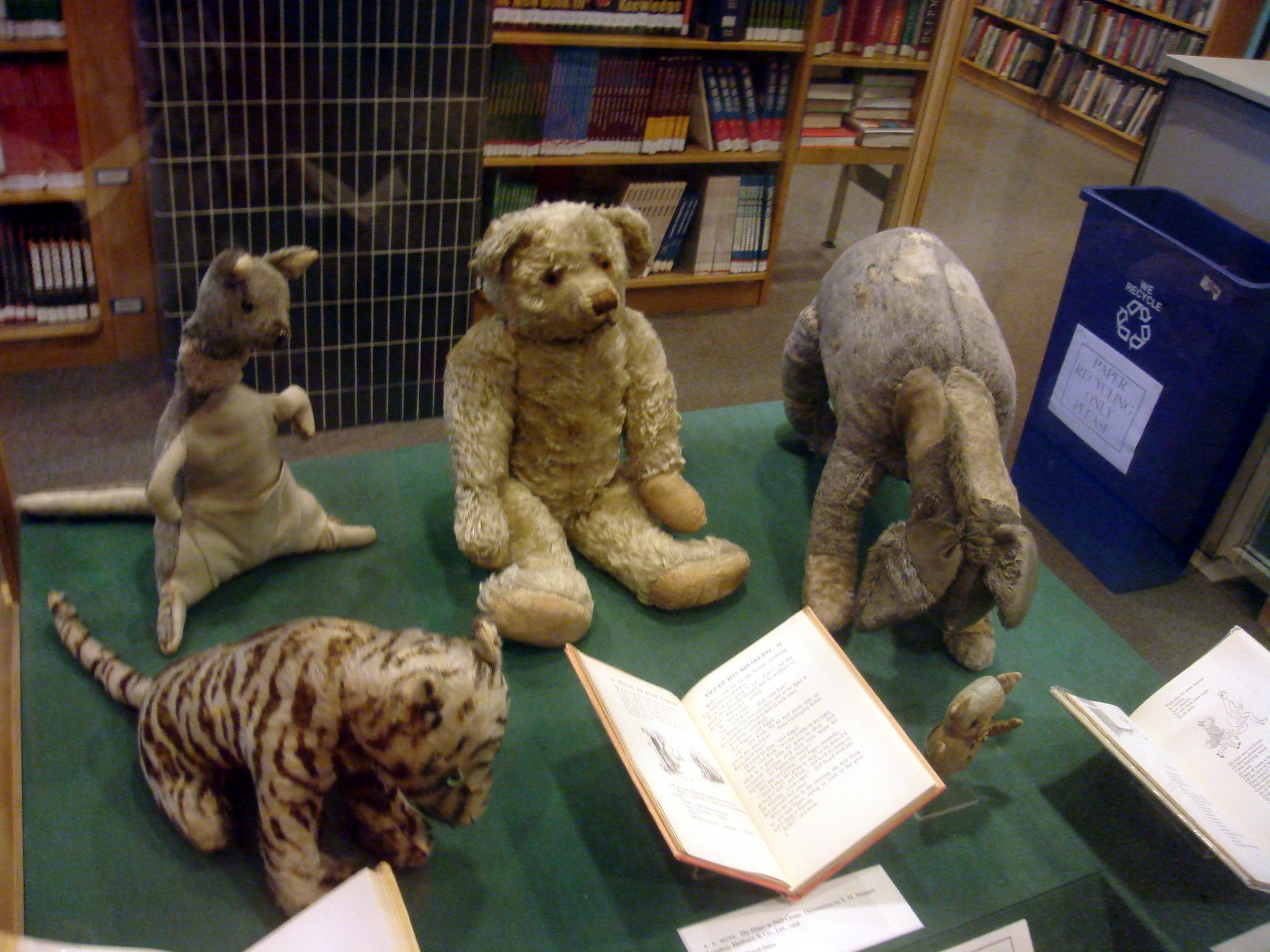
Pluszowe zabawki stanowiące pierwowzór postaci, Tygrys znajduje się w lewym dolnym rogu

Tygrysek – postać fikcyjna występująca w drugiej części przygód Kubusia Puchatka – Chatce Puchatka A.A. Milne’a oraz filmach i książkach stworzonych na jej podstawie.

## Występy
W produkcjach Disneya po raz pierwszy pojawił się w filmie Wiatrodzień Kubusia Puchatka, a w filmach Kubuś Puchatek i rozbrykany Tygrys i Tygrys i przyjaciele zagrał jedną z głównych ról.

## Osobowość
Tygrysek cechuje się tym, że jest bardzo pobudzony. Jest zaradny, pomysłowy. Ciągle chce się bawić, śmiać i próbuje tym zarażać innych. Dużo skacze, co zwie brykaniem (czasem zwane też jako fikanie). Bardzo rzadko jest smutny, ale, jak już się tak zdarzy, to są to silne uczucia.

## Wygląd
Tygrysek jest najbardziej rozpoznawalnym zwierzęciem w lesie. Jest pomarańczowy w czarne prążki. Dodatkowo posiada długi ogon, którego używa do przemieszczania się na dalsze odległości.

## Relacje
Jego najlepszym przyjacielem i kompanem jest Maleństwo, które uwielbia się z nim bawić i chodzić na różne ciekawe przygody. Uwielbia też Królika, ale bez wzajemności, bo lekkomyślnie robi mu w domu i ogrodzie bałagan. W filmie Tygrys i przyjaciele Tygrysek próbował znaleźć swoją rodzinę, bo nikt z jego przyjaciół nie chciał się z nim bawić. Pod koniec filmu dowiaduje się, że to oni są jego rodziną, choć nie są tygrysami. Tygrys dlatego powtarza, że nie ma innych tygrysów i dlatego jest jeden jedyny.

## Miejsce zamieszkania
Ma swój domek na drzewie podobnie jak Sowa (choć w książce i w niektórych filmach mieszka z Kangurzycą i Maleństwem), ma w nim duży bałagan.

## Pochodzenie imienia
W oryginale jego imię brzmiało Tigger, co odpowiada angielskiemu słowu tiger (tygrys) z pisownią zmienioną przez dodanie jednej litery.

## Dubbing
W filmach o Puchatku w polskim dubbingu początkowo głosu tej postaci użyczał zmarły w 2020 Jacek Czyż, obecnie (od 2007) Grzegorz Pawlak, a w oryginalnej – Paul Winchell i Jim Cummings.